# Tipbet
Tipbet je kockarska kompanija sa sedištem na Malti. Sedište joj je u Gziri, a kompanija je znatno porasla od svog osnivanja 1995. godine. Uz posao koji je usredsređen na internet tržište, postoje i potpuno brendirane fizičke kladionice koje vode vlasnici franšize. Posao na kopnu aktivan je već 20 godina u Nemačkoj. 
Tipbet nudi koeficijente za sve glavne sportske događaje širom sveta, a licencira ih Malta Gaming Authority (MGA / CL2 / 1119) od 2014 .; kao i širok izbor kazino igara uz različite promocije. Novi dodaci njihovoj ponudi uključuju klađenje na eSport. 
Sedište im je u središtu Mediterana na Malti, a u njemu se nalaze različiti sektori Tipbetovih poslova.

## Sponzorstva
Tipbet je prethodno imao sponzorski ugovor s fudbalskim klubom Verder Bremen iz Bundeslige. Ovaj je ugovor vredio za sezonu 2016/17. 
Kompanija je trenutno premium partner Fortune iz Dizeldorfa. Takođ su spontor lokalnog tima Gzira Junajted koji nosi njihov logo na dresovima.
Osim fudbala Tipbet je bio zvanični kladioničarski i premium sponzor easyCredit nemačke košarkaške Bundeslige, koja je uključivala glavni ugovor o oglašavanju i marketingu.
Tipbet je uspješno učestvovao na sajmu u iGamingu u Berlinu i ICE na londonskoj konferenciji, dok je kompanija sponzorisala zatvaranje SiGMA-e na Malti 18. januara 2016.
Za sezonu 2015/2016 Tipbet je bio službeni kladioničarski partner Bajer Leverkuzena iz Bundeslige.

## Kazino uživo
Tipbet je objavio glavno ažuriranje svoje veb stranice u aprilu 2017. koje je uključivalo ubacivanje cash-out opcije, virtualne sportove i Kazino uživo. 
Kazino uživo pokreću glavni provajderi usluga, uključujući NetEnt i ima potpunu funkcionalnost na mobilnim uređajima.

## eSport
U 2016. godini Tipbet je uvelike proširio svoj asortiman. To je uključivalo odlazak na popularno novo i brzo rastuće tržište eSporta sponzorišući tim AD Finem.
Osim toga, postignut je sporazum koji omogućuje Tipbetu da emituje ESL eSports događaje.

## Besplatni striming uživo
Kako bi se razlikovao od ostalih vodećih kladionica, Tipbet svojim korisnicima nudi besplatne prenose sportskih događaja. Registracijom korisnici mogu pristupiti streamovima iz celog svijeta bez polaganja depozita ili klađenja. 
Ovo je dopunjeno statistikom uživo.

## Sigurnost
Onlajn usluge Tipbeta licencira i reguliše Malta Gaming Authority (brojevi licenci: MGA / CL2 / 1119/2015 i MGA / CL1 / 1149/2015), Tipbetova veb stranica takođe uključuje SSL enkripciju za lične podatke i transakcije. 
Tipbet takođe koristi svoju MGA licencu za ciljanje tržišta na kojima je sada na snazi posebna regulacija.